# Lixophaga fitzgeraldi
Lixophaga fitzgeraldi là một loài ruồi trong họ Tachinidae.